# Sie kommen aus Agarthi
Sie kommen aus Agarthi war eine Fernsehserie der ARD. Sie wurde 1974 produziert, im Mai 1975 wurden 14 Folgen im Vorabendprogramm der ARD gesendet. Es handelte sich dabei um eine der ersten deutschen „Mystery“-Fernsehserien. Dieses Genre war insbesondere als Fernsehserie bis dahin im deutschen Sprachraum weitgehend unbekannt und etablierte sich erst wesentlich später.

## Handlung
Im Mittelpunkt der Handlung steht das frisch verheiratete Ehepaar Pete und Sandra Bittner. Sandra beginnt plötzlich mit monotoner Stimme in Trance zunächst unverständliche Sätze zu sprechen. Es stellt sich heraus, dass sie in telepathischem Kontakt zu einer Kultur steht, die, wie sie sagt, aus Agarthi stammt. Dabei soll es sich um ein geheimnisvolles, unterirdisches Land im Himalaya handeln. Nachdem dieser Kontakt aufgenommen wurde, erscheint plötzlich ein Professor Bond vom (fiktiven) US-amerikanischen Geheimdienst ATIC, um sich über das Phänomen zu informieren. Auch der sowjetische Geheimdienst zeigt Interesse und entsendet den Agenten Leontev. In späteren Folgen taucht ein rätselhafter Prinz Taitanuk auf, der behauptet, in Kontakt mit Agarthi zu stehen und in dessen Auftrag zu handeln. Im Verlauf der Serie spüren die Akteure dem Phänomen nach und versuchen zu klären, wer hinter der Kontaktaufnahme steht und ob Agarthi tatsächlich existiert. Dabei müssen zahlreiche riskante und teilweise verworrene Abenteuer bestanden werden.

## Ausstrahlung
Die jeweils ca. 25 Minuten langen Episoden wurden in dichter Folge im Mai 1975 gesendet. Die erste Folge wurde am 9. Mai ausgestrahlt, die 14. am 30. Mai.

## Produktion
Die Serie wurde im Auftrag des Westdeutschen Werbefernsehens produziert. Mutmaßlich existierten mehr als 14 Episoden, da die Handlung mit der letzten ausgestrahlten Episode (Nr. 14) scheinbar abbricht. Teilnehmer einschlägiger Internetforen berichteten, ihre Nachfragen bei Fernsehsendern hätten ergeben, die Bänder und Unterlagen zu der Serie seien verschollen.

## Besetzung
| Sandra Bittner | Monika Gabriel     |
| Pete Bittner   | Gunther Malzacher  |
| Prof. Bond     | Herbert Stass      |
| Agent Leontev  | Günter Lamprecht   |
| Prinz Taitanuk | András Fricsay     |
| Regie          | Hagen Müller-Stahl |

## Hintergründe
Die Serie nimmt Bezug auf den mythologischen Ort Agartha, der Gegenstand zahlreicher Spekulationen und Verschwörungstheorien ist. Es handelt sich um eine filmische Rezeption der Theorie der hohlen Erde.
Der zur Entstehungszeit der Serie noch aktuelle Ost-West-Konflikt zeigt sich in den Agenten Prof. Bond und Leontev sowie in dem Auftreten weiterer geheimnisvoller Personen und Organisationen. Es scheinen globale Verwicklungen und Machenschaften durch, die der Öffentlichkeit nicht bekannt sind. Daneben wird die Präsenz Außerirdischer angedeutet.

## Verweise
1. ↑  tvder60er.de